# 하마코쿠라역
하마코쿠라역(일본어: 浜小倉駅)은 일본 후쿠오카현 기타큐슈시 고쿠라기타구에 위치한 일본화물철도 소속 철도역이다. 현재는 화물 취급 임시역으로서, 정기 화물열차는 발착하지 않는다.

## 역 구조
지상역. 2002년의 화물열차 설정 폐지 전은, 3면 6선의 컨테이너 홈, 구분 선, 발착 선등이 있었다. 발착선과 하역선은, 규슈 공대 앞 역 방면으로 성장하고 있던 인상선을 개입시켜서 연결되고 있었다.
2007년경부터 홈 · 레일이나 역사등의 시설의 철거를 시작할 수 있어 2008년 4월에 고쿠라 코로나 월드가 그 철거지에서 영업을 개시했다.
다만, 토지의 소유자는 JR화물인 채이다.
역 구내에 JR화물 기타큐슈 영업 지점이 존재했지만, 기타큐슈 화물 터미널 역에 이전하고 있다.